# Comuna 8 (Bucaramanga)
La Comuna 8 o Sur Occidente es una división territorial urbana de la ciudad de Bucaramanga, en Colombia.

## División administrativa
La comuna se encuentra formada por los barrios: San Gerardo, Antiguo Colombia, Los Canelos, Bucaramanga, Cordoncillo I y II, Pablo VI, 20 de Julio, África, Juan XXIII, Los Laureles.
También incluye los asentamientos: El Fonce, Manzana 10 del barrio Bucaramanga, y la urbanización: La Hoyada.